# Saturnia

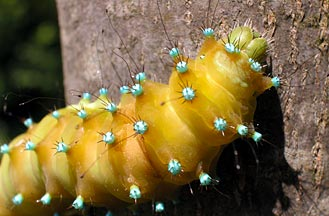
larv av arten Saturnia pyri

Saturnia är ett släkte i familjen påfågelsspinnare (Saturniidae) i ordningen fjärilar.

## Arter
Enligt Catalouge of Life 2011:
- Saturnia abafii Aigner-Abafi
- Saturnia abeli     Gschwandner. 1923
- Saturnia aigneri     Pillich. 1909
- Saturnia albescens     Gschwandner. 1919
- Saturnia albofasciata     Lempke 1960
- Saturnia albophaga     Bang-Haas 1926
- Saturnia alboplaga     Gschwandner. 1919
- Saturnia alpina     Favre. 1897
- Saturnia alticola     Denso. 1912
- Saturnia angustata     Schultz. 1909
- Saturnia atlantica     Lucas 1848
- Saturnia atlantpyri     Niepelt 1912
- Saturnia atromaculata     Stättermayer. 1920
- Saturnia atrorubens     Durand 1932
- Saturnia attingens     Gschwandner. 1919
- Saturnia borealis     Rangnow 1935
- Saturnia bornemanni     Standfuss 1892
- Saturnia brunnea     Gschwandner. 1923
- Saturnia brunnea     Gschwandnern. 1923
- Saturnia burgeffi     Standfuss 1905
- Saturnia caea     Stättermayer. 1920
- Saturnia carpini     Schiffermüller 1776
- Saturnia casparii     Frings. 1906
- Saturnia castiliana     Watson
- Saturnia cephalariae     Christoph 1885
- Saturnia citrina     Gschwandner. 1923
- Saturnia complexa     Tutt 1902
- Saturnia conjuncta     Gschwandner. 1919
- Saturnia conjuncta     Gschwandner. 1923
- Saturnia conjuncta-perrupta     Gschwandner. 1919
- Saturnia contigua     Schultz. 1909
- Saturnia continua     Jordan 1911
- Saturnia conversa     Schultz. 1909
- Saturnia corpulenta     (Dall, 1881)
- Saturnia daubi     Standfuss 1892
- Saturnia decorata     Schultz. 1909
- Saturnia defascia     Gschwandner. 1923
- Saturnia defasciata     Schultz. 1909
- Saturnia deflexa     Schultz. 1909
- Saturnia diluta     Lempke 1960
- Saturnia dilutibasis     Gschwandner. 1919
- Saturnia dixeyi     Tutt 1910
- Saturnia edentata     Schultz. 1909
- Saturnia emiliae     Standfuss 1892
- Saturnia emiliana     Castek. 1923
- Saturnia erythrina     Schultz. 1909
- Saturnia fasciata     Tutt 1902
- Saturnia flaviocellatus     Wild.
- Saturnia flavomaculata     Schultz. 1909
- Saturnia fulvescens     Schultz. 1909
- Saturnia fusca     Schultz. 1909
- Saturnia gremmingeri     Ehinger. 1921
- Saturnia grisea     Gschwandner. 1923
- Saturnia grossei     Ehinger. 1921
- Saturnia hedvicae     Castek. 1921
- Saturnia herberti     Ronnicke. 1918
- Saturnia homorpha     Bryk 1922
- Saturnia hybrida     Ochsenheimer 1808
- Saturnia identata     Jordan 1911
- Saturnia infumata     Newnh. 1891
- Saturnia invittata     Schultz. 1909
- Saturnia johni     Amiot. 1930
- Saturnia josephinae     Schawerda 1923
- Saturnia julii     Gschwandner. 1919
- Saturnia junonia     Shaw 1806
- Saturnia kollari     Gschwandner. 1919
- Saturnia laeta     Lenz 1925
- Saturnia lapmarchica     Bryk 1948
- Saturnia lapponica     Lingonblad. 1936
- Saturnia latemarginata     Lempke 1960
- Saturnia latifascia     Gschwandner. 1919
- Saturnia lurida     Gschwandner. 1923
- Saturnia luteata     Rocci. 1914
- Saturnia lutescens     Tutt 1902
- Saturnia macropis     Gschwandner. 1919
- Saturnia macrotaos     Rebel 1919
- Saturnia makropis     Schultz. 1909
- Saturnia maroccana     Austaut 1894
- Saturnia matheri     Vallentin 1898
- Saturnia media     Esper 1782
- Saturnia melanommatus     Cockayne 1945
- Saturnia melanopis     Staättermayer. 1920
- Saturnia meridionalis     Calberla 1884-1888
- Saturnia microphthalmica     Schultz. 1909
- Saturnia micropis     Lenz 1925
- Saturnia minor     Ochsenheimer 1816
- Saturnia numida     Austaut 1883
- Saturnia oblitescens     Schultz. 1909
- Saturnia obsoleta     Tutt 1902
- Saturnia ochraceofasciata     Schultz. 1909
- Saturnia orbifer     Cockayne 1952
- Saturnia osseicolor     Cockayne 1951
- Saturnia paradoxa     Cockayne 1952
- Saturnia pavonia     Linnaeus 1758, Mindre påfågelsspinnare
- Saturnia pavoniella     Scopoli 1763
- Saturnia pavonus     Haworth 1802
- Saturnia pavunculus     Retzius 1783
- Saturnia pokomae     Bang-Haas 1927
- Saturnia pokornae     Castek. 1923
- Saturnia postdefasciata     Lempke 1960
- Saturnia postrosacea     Bryk 1948
- Saturnia pygmaea     Wnukowsky. 1935
- Saturnia pyri     Denis & Schiffermüller 1775, Större påfågelsspinnare
- Saturnia reducta     Schultz. 1909
- Saturnia risi     Standfuss 1896
- Saturnia rosacea     Newnh. 1891
- Saturnia roseofasciata     Sageder. 1933
- Saturnia saturatior     Schultz.
- Saturnia schaufussi     Standfuss
- Saturnia schlumbergeri     Standfuss
- Saturnia spini     Schiffermüller 1776
- Saturnia standfussi     Wiskott. 1895
- Saturnia steffanellii     Rostagno. 1904
- Saturnia subdiaphana     Schultz. 1909
- Saturnia subhyalina     Schultz. 1909
- Saturnia subovata     Verrill and Bush, 1897
- Saturnia subrubicunda     Schultz. 1932
- Saturnia trafvenfelti     Bryk 1948
- Saturnia umbrosa     Amiot. 1929
- Saturnia v-solstitii     De Henry. 1939
- Saturnia valcarceli     Agenjo 1970
- Saturnia vidua     Schultze 1915
- Saturnia witzmanni     Gschwandner. 1919